# Suling Kulon
Suling Kulon is een bestuurslaag in het regentschap Bondowoso van de provincie Oost-Java, Indonesië. Suling Kulon telt 2820 inwoners (volkstelling 2010).